# Sepp Holzer
Sepp Holzer, właśc. Josef Holzer (ur. 24 lipca 1942 w Ramingstein, w prowincji Salzburg) – austriacki rolnik, autor i międzynarodowy konsultant naturalnego rolnictwa.

## Życiorys
Wychowany w tradycyjnej wiejskiej rodzinie katolickiej, w 1962 przejął górską farmę swoich rodziców i rozpoczął stosowanie technik ekologicznego rolnictwa, czy też permakultury, na wysokości 1100 do 1500 m n.p.m., po nieudanych próbach oficjalnie nauczanych metod rolnictwa. Nazwany „rebel farmer” („wywrotowym rolnikiem”) z powodu obstawania przy swoich metodach nawet w obliczu zagrożenia karami pieniężnymi i aresztowaniem za brak przycinania gałęzi drzew owocowych (nie przycięte drzewa owocowe przeżyją zalegające zwały śniegu, pod którymi załamałyby się drzewa pozbawione dolnych gałęzi).
Stworzył jedne z najlepszych na świecie przykładów użycia oczek wodnych jako reflektorów odbijających światło słoneczne, będące systemami ogrzewania pasywnego rosnących wokół roślin, i tworzenia mikroklimatu przy użyciu skalistych wychodni zmieniając strefy mrozoodporności dla okolicznych roślin. Dzięki temu był w stanie wyhodować owoce takie jak kiwi i figi, pomimo panującej na tej wysokości średniej temperatury 4,2 °C. Prowadził też własne prace nad Hügelkultur (tworzenie podniesionych grządek wypełnionych rozkładającym się drewnem) i swobodnym rozrostem gałęzi zamiast ich przycinania, aby umożliwić drzewom przetrwanie surowej zimy w wysokogórskich warunkach.
Prowadzi seminaria własnej permakultury („Permakultura Holzera”) zarówno na jego farmie Krameterhof jak i na całym świecie, kontynuując zarazem prace na własnej 45-ha farmie. Składają się na nią leśne ogrody i 70 oczek wodnych, mające opinię najbardziej spójnego przykładu permakultury na świecie.
Sepp Holzer ma za sobą liczne eksperymenty z pracą zwierząt. Holzer wykorzystuje naturalną skłonność świń do rycia do kopania nowych grządek. Wystarczy rzucić trochę kukurydzy i owoców w miejsce które chce mieć przekopane. Kilka dni później świnie prowadzone są do ich zwykłych miejsc, a na grządce można rozpocząć uprawę. Holzer nie używa żadnych nawozów, a po zasianiu czy zasadzeniu nie prowadzi dalszych prac nad tymi roślinami, pozostawiając ich wzrost naturze.
Holzer jest autorem kilku książek, doradcą międzynarodowym w dziedzinie ekologii oraz działa na arenie krajowej i międzynarodowej jako aktywista permakultury.
Nakręcono o nim 45-minutowy film dokumentalny pt. The Agro Rebel w reżyserii Bertrama Verhaaga.

## Prace
- Sepp Holzer. The Rebel Farmer, Permanent Publications, 2007, ISBN 978-3-7020-1054-6
- Permaculture. A Practical Guide to Small-Scale, Integrative Farming and Gardening, Chelsea Green Publishing, 2011, ISBN 978-1-60358-370-1
- Desert or Paradise: Renaturing Endangered Landscapes, Integrating Diversified Aquaculture, and Creating Biotopes in Urban Spaces, Chelsea Green Publishing, 2012, ISBN 978-1-60358-464-7
- Sepp Holzer's Permaculture (DVD, 90 min.) zawiera 3 filmy: „Farming with Nature”, „Aquaculture” i „Terraces and Raised Beds”, reż. Malcolm St.Julian Bown i Heidi Snel, Crystal Lake Video 2007